# C2c
c2c – brytyjski przewoźnik kolejowy posiadający koncesję na obsługę grupy pasażerskich tras podmiejskich we wschodniej części aglomeracji londyńskiej oraz hrabstwie Essex, realizowanych na linii London, Tilbury and Southend line. Od 2000 jej właścicielem jest grupa transportowa National Express Group. Firma uzyskała swą koncesję w 1996. W latach 1996–2002 firma działała pod marką LTS Rail.
Tabor c2c składa się obecnie wyłącznie ze składów British Rail Class 357. Spółka posiada 74 zestawy tego typu.
Główną stacją obsługiwaną przez pociągi c2c jest londyński dworzec Fenchurch Street.